# Пінистий камінь
Пінистий камінь (рос. пенистый камень, англ. foam-stone; нім. Schlackenkruste f basaltischer Lavaströme) — комірчаста шлакова кірка, яка утворюється на поверхні базальтових лав, які застигають.
За американським геологом і вулканологом Томас Август Джаггаром «пінистий камінь» — це "чарункова шлаковая кора базальтових лав". 
Син .: афроліт.